# Mario Revollo
Mario Revollo Bravo (Génova, Italia, 15 de junio de 1919-Bogotá, 3 de noviembre de 1995) fue un alto prelado católico colombiano. Fue obispo auxiliar de Bogotá, arzobispo de Nueva Pamplona, vicario castrense y arzobispo de Bogotá, en 1988 fue elevando a la dignidad de cardenal presbítero por Juan Pablo II.

## Biografía
Monseñor Revollo nació en el puerto italiano de Génova, hijo del cónsul colombiano Enrique Revollo del Castillo y su esposa Soledad Bravo Arbeláez, proveniente de una importante familia bogotana. Su abuelo, el general Juan Climaco Arbeláez, fue hermano del arzobispo de Bogotá Vicente Arbeláez.
Cuando Revollo regresa a Colombia, ingresa al Seminario Mayor de Bogotá donde estudia Filosofía entre 1936 y 1938. Al año siguiente viaja a Roma al Pontificio Colegio Pío Latino Americano donde concluye sus estudios en Filosofía e ingresa después a la Universidad Gregoriana a estudiar Teología. En 1943 es ordenado presbítero y cuatro años más tarde recibe el título de Licenciado en Sagradas Escrituras del Pontificio Instituto Bíblico. A su llegada a Bogotá se desempeña por varias décadas como docente y capellán en diferentes colegios, entre ellos el Colegio de la Presentación, el Colegio Marymount y el Seminario Mayor de Bogotá.
En 1965 fue nombrado secretario de educación y catequesis de Bogotá y en años posteriores fue rector de la Iglesia San Juan de Dios, representante arzobispal ante el Consejo Regional del SENA, párroco de la iglesia de Santa Beatriz y de la iglesia de Santa Marta, vicario episcopal de la Inmaculada Concepción y vicario general de la arquidiócesis de Bogotá.
Entre sus labores pastorales trabajó en la reconstrucción del semanario arquidiocesano El Catolicismo (destruido en 1948), por orden del arzobispo de Bogotá Ismael Perdomo Borrero. Tras su reconstrucción, Revollo queda a su cargo por más de 17 años durante los cuales se registraron importantes procesos católicos como el Concilio Vaticano II, el Congreso Eucarístico Internacional y la visita de Pablo VI a Colombia en 1968.

### Arzobispo y cardenal
El 13 de noviembre de 1973 el papa Pablo VI nombra a Revollo Obispo Titular de Tinisa Di Numidia y Obispo Auxiliar del Cardenal Aníbal Muñoz Duque. El 28 de febrero de 1978 es nombrado arzobispo de Nueva Pamplona; durante su estadía allí promovió la formación sacerdotal, la participación laica y restauró la iglesia catedral. Así mismo, presidió la Conferencia Episcopal Colombiana en donde, consciente de la importancia de los medios de comunicación sobre la educación y la vida moderna, centró varias de sus conferencias, además de promulgar el nuevo Derecho Canónico.
Con la renuncia de Aníbal Muñoz Duque en 1984, el papa Juan Pablo II, traslada a Revollo a la arquidiócesis de Bogotá, nombrándolo cuatro años más tarde Cardenal Presbítero y un años más tarde Cardenal de San Bartolomeo all’Isola. Desde allí fortaleció las vicarías episcopales, restauró el patrimonio artístico de la arquidiócesis, contribuyó de igual manera a los procesos de paz de Belisario Betancur y preparó la Visita Apostólica de Juan Pablo II en 1986.

### Sínodo arquidiocesano y últimos años
En 1989 ocurre el hecho más importante y trascendental del periodo de Revollo como arzobispo de Bogotá, el Sínodo Arquidiocesano de 1989, convocado oficialmente el 17 de octubre del mismo año, con motivo de la fiesta de Santa Isabel de Hungría, patrona de la arquidiócesis de Bogotá.
Murió el 3 de noviembre de 1995 en Bogotá y fue enterrado en la capilla de Los Dolores de la Catedral Primada de Colombia.